# 빅토리아 비터

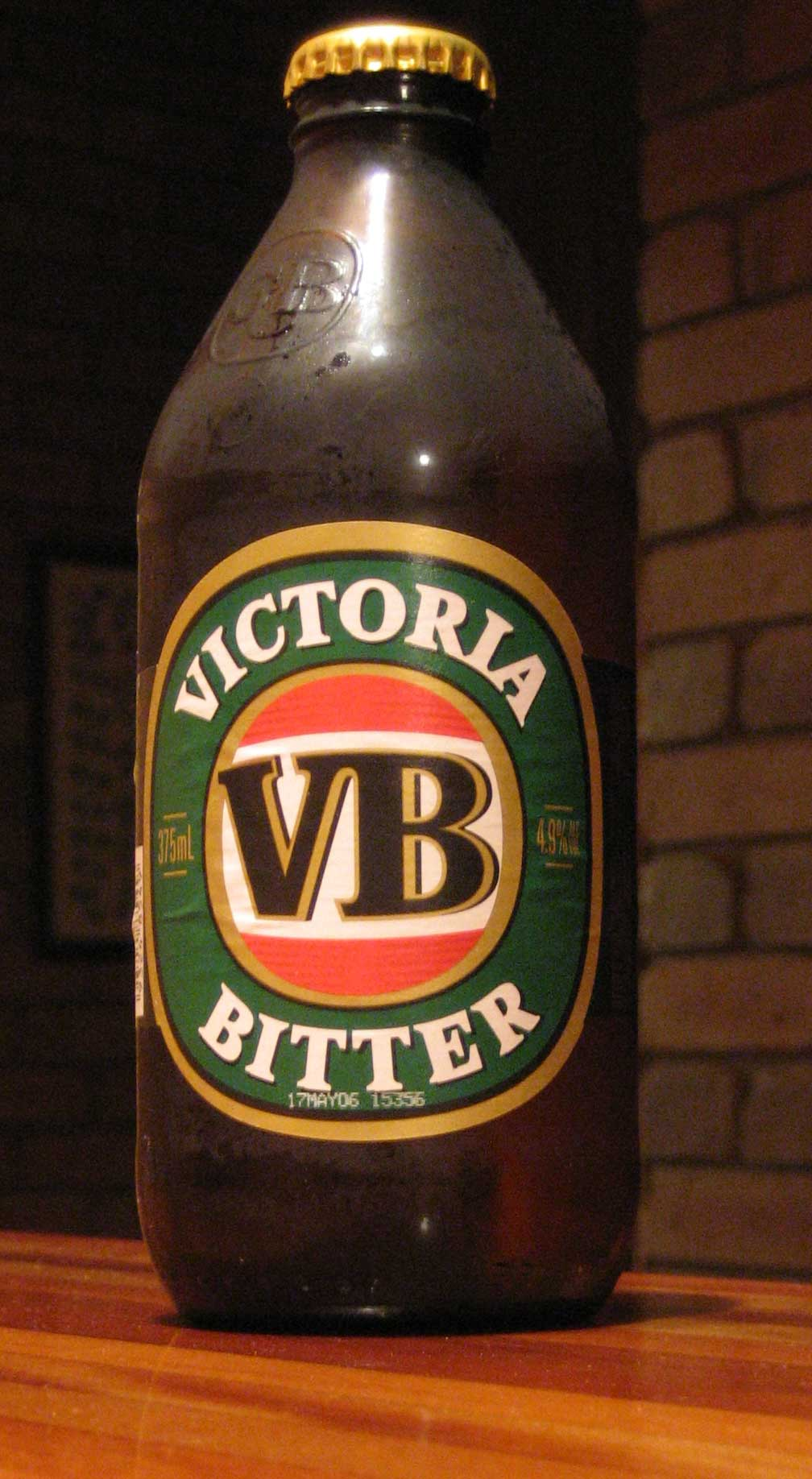
빅토리아 비터

빅토리아 비터(Victoria Bitter)는 오스트레일리아 멜버른의 포스터스 그룹의 자회사 칼턴 & 유나이티드 브루어리스가 제조 및 판매하는 라거 맥주이다. 1854년 처음 만들어졌으며, 오스트레일리아에서 가장 많은 판매고를 올리는 맥주 중 하나이다.